# Nowy Świat (Kowalewo)
Nowy Świat – część wsi Kowalewo w Polsce położony w województwie kujawsko-pomorskim, w powiecie nakielskim, w gminie Szubin.
Miejscowość położona jest przy trasie drogi krajowej nr 5, wchodzi w skład sołectwa Kowalewo.
W latach 1975–1998 miejscowość należała administracyjnie do województwa bydgoskiego.